# Nazionale maschile di calcio di Vanuatu
La nazionale di calcio di Vanuatu è la rappresentativa calcistica nazionale di Vanuatu ed è posta sotto l'egida della Federazione calcistica di Vanuatu. Un tempo era conosciuta come nazionale di calcio delle Nuove Ebridi prima che le Nuove Ebridi diventassero Repubblica di Vanuatu nel 1980.
Finì al quarto posto della Coppa d'Oceania nel 1973, nel 2000 e nel 2002. Nell'edizione del 2004, Vanuatu sconfisse la Nuova Zelanda 4-2, facendo perdere a quest'ultima la finale della Coppa OFC e, di conseguenza, la possibilità di qualificarsi ai Mondiali di calcio del 2006.
Attualmente occupa la 164ª posizione nel ranking mondiale FIFA.

## Storia
In occasione della Coppa d'Oceania 2024 ha raggiunto come suo miglior risultato la finale contro la Nuova Zelanda, dopo aver battuto in semifinale le Figi.

## Commissari tecnici
- Terry O'Donnell (1987-1993)
- Saby Natonga (1996)
- Alwyn Job (1998)
- Juan Carlos Buzzetti (2000-2004)
- Joe Szekers (2004-2007)
- Robert Calvo (2007-2008)
- William Malas (1998)
- Jorge Añón (2009)
- Saby Natonga (2011–2012)
- Percy Avock (2012-2015)
- Moise Poida (2015-2017)
- Etienne Mermer (2017–2018)
- Paul Munster (2019)
- Etienne Mermer (2019–2022)
- George Amos (2022)
- Juan Carlos Buzzetti (2022)
- Emerson Alcantara (2022)
- Etienne Mermer (2022-2023)
- Emerson Alcantara (2023-2024) ad interim
- Juliano Schmeling (2024-)

## Partecipazioni al Mondiale
- dal 1930 al 1990 - Non partecipante
- dal 1994 al 2018  - Non qualificata
- 2022 - Ritirata
- 2026 - Non qualificata

## Partecipazioni alla Coppa delle nazioni oceaniane
- 1973 - Quarto posto
- 1980 - Primo turno
- 1996 - Non qualificata
- 1998 - Primo turno
- 2000 - Quarto posto
- 2002 - Quarto posto
- 2004 - Sesto posto
- 2008 - Quarto posto
- 2012 - Primo turno
- 2016 - Primo turno
- 2024 - Secondo posto

## Tutte le rose

### Coppa d'Oceania
Coppa d'Oceania 1998P Chilia, P Lini, D Bruno, D Kalopong, D Kalotang, D Manses, D Reuben, D Tabirap, C Garo, C Maki Haitong, C Malapa, C Rarai, C Tangis, C Tura, C Zarachie, A Batick, A Mermer, A Roronamahava, CT: Job
Coppa d'Oceania 20001 Chilia, 2 Ben, 3 Demas, 4 Lauru, 5 Bibi, 6 Mansale, 7 Iwai, 8 Rarai, 9 Poida, 10 Noel, 11 Vava, 12 Natuoivi, 13 Maki Haitong, 14 Mermer, 15 Bruno, 16 Maki, 17 Reuben, 18 Waiwai, 19 Kalotang, 20 Garae, CT: Buzzetti
Coppa d'Oceania 20021 D. Chilia, 2 Masauvakalo, 3 Tabe, 4 Lauru, 5 Bibi, 6 Marango, 7 Vava, 8 Silas, 9 S. Chilia, 10 Mermer, 11 Maki Haitong, 12 Demas, 13 S. Alick, 14 Iwai, 15 Maki, 16 D. Alick, 17 Qorig, 18 Yelou, 19 Tomake, 20 Garae, CT: Buzzetti
Coppa d'Oceania 20041 D. Chilia, 2 Gete, 3 Tabe, 4 Bibi, 5 Lauru, 6 Demas, 7 Vava, 8 Iautu, 9 S. Chilia, 10 Mermer, 11 Poida, 12 Thomsen, 13 Iwai, 14 Maki, 15 Alick, 16 Qorig, 17 Maleb, 18 Maki Haitong, 19 Joe, 20 Kalsanei, 21 Manses, CT: Buzzetti
Coppa d'Oceania 2008P Chilia, P Mansale, D Chichirua, D Gete, D Kalorib, D K. Masauvakalo, D Nawan, D Vava, C Maki, C Malas, C Nake, C Naprapol, C Qorig, C Sakama, C Yelou, A Iwai, A Maleb, A F. Masauvakalo, A Mermer, A Poida, A Soromon, CT: Calvo
Coppa d'Oceania 20121 Bong, 2 Shem, 3 Young, 4 Sese Ala, 5 Tom, 6 Vava, 7 Yelou, 8 Namatak, 9 Malas, 10 J. Kaltack, 11 Tasso, 12 Namariau, 14 Tangis, 15 Bongnaim, 16 Iaruel, 17 Naprapol, 18 M. Kaltack, 19 Lenga, 20 Hinge, 21 Fred, 22 Kaltak, 23 Tousi, CT: Avock
Coppa d'Oceania 20161 Iaruel, 2 Kaltak, 3 Shem, 4 Thomas, 5 Wanemut, 6 Iamak, 7 Kaloros, 8 Kalsrap, 9 Nicholls, 10 Fred, 11 Coulon, 12 Manuhi, 13 Roqara, 14 Kalo, 15 Natou, 16 T. Taltack, 17 J. Kaltack, 18 Masauvakalo, 19 Tangis, 20 C. Mansale, 21 Firiam, 22 Ruben, 23 D. Mansale, CT: Poida
Coppa d'Oceania 20241 Iamar, 2 Philip, 3 Boulet, 4 Kaltak, 5 Clark, 6 Thomas, 7 Coulon, 8 Aru, 9 Saniel, 10 Kalo, 11 Jeffrey, 12 Leo, 13 Spokeyjack, 14 Wohale, 15 Tenene, 16 Alick, 17 Iawack, 18 Tangis, 19 Timatua, 20 Worworbu, 21 Moses, 22 Mansale, 23 Willie, CT: Schmeling

## Rosa attuale
Lista dei convocati per le partite della Coppa delle nazioni oceaniane 2024 contro Isole Salomone e Nuova Zelanda del 15 e 21 giugno 2024.
| N. | Pos. | Giocatore           | Data nascita (età) | Pres. | Reti | Squadra                           |
| -- | ---- | ------------------- | ------------------ | ----- | ---- | --------------------------------- |
| 12 | P    | Dgen Leo            | 6 agosto 2000      | 1     | 0    | Classic                           |
| 23 | P    | Dick Sablan         | 23 dicembre 1996   | 0     | 0    | Ifira Black Bird                  |
| 1  | P    | James Iamar         | 25 gennaio 1997    | 0     | 0    | Tafea                             |
| 4  | D    | Brian Kaltak        | 30 settembre 1993  | 22    | 5    | Central Coast Mariners (capitano) |
| 6  | D    | Jason Thomas        | 20 gennaio 1997    | 21    | 0    | Erakor Golden Star                |
| 7  | D    | Michel Coulon       | 3 dicembre 1995    | 16    | 1    | Yatel                             |
| 3  | D    | Timothy Boulet      | 29 novembre 1998   | 11    | 0    | Auckland City                     |
| 2  | D    | Lency Philip        | 8 giugno 1997      | 10    | 0    | Classic                           |
| 11 | D    | Tasso Jeffrey       | 12 agosto 1998     | 7     | 0    | Western Strikers                  |
| 5  | D    | Jared Clark         | 21 gennaio 1998    | 1     | 0    | Beograd                           |
| 17 | D    | Kerry Iawak         | 16 marzo 1996      | 2     | 0    | Ifira Black Bird                  |
| 10 | C    | Bong Kalo           | 18 gennaio 1997    | 21    | 3    | ABM Galaxy                        |
| 16 | C    | John Alick          | 25 aprile 1991     | 20    | 0    | Solomon Warriors                  |
| 22 | C    | Barry Mansale       | 1º novembre 1995   | 11    | 1    | Yatel                             |
| 14 | C    | John Wohale         | 9 luglio 1997      | 11    | 1    | Ifira Black Bird                  |
| 8  | C    | Claude Aru          | 25 aprile 1997     | 10    | 1    | North Efate United                |
| 19 | C    | Jayson Timatua      | 27 dicembre 1998   | 3     | 0    | ABM Galaxy                        |
| 20 | C    | Alick Worworbu      | 27 agosto 1997     | 1     | 0    | Yatel                             |
| 18 | A    | Kensi Tangis        | 19 dicembre 1991   | 31    | 8    | ABM Galaxy                        |
| 9  | A    | Alex Saniel         | 8 novembre 1996    | 18    | 1    | Northern Demons                   |
| 13 | A    | Jonathan Spokeyjack | 13 novembre 1998   | 5     | 4    | Ifira Black Bird                  |
| 15 | A    | Godine Tenene       | 3 maggio 1998      | 10    | 2    | Ifira Black Bird                  |
| 21 | A    | Joe Moses           | 22 maggio 2002     | 5     | 2    | ABM Galaxy                        |